# Большая Куча (приток Керженца)
Большая Куча — река в России, протекает в основном в городском округе Бор Нижегородской области, устье находится в Лысковском районе. Устье реки находится в 50 км по правому берегу реки Керженец. Длина реки составляет 15 км, площадь водосборного бассейна 106 км².
Исток реки в лесном массиве северо-восточнее деревни Ямново. Река течёт на восток по заболоченному ненаселённому лесу. Крупнейший приток — Малая Куча (левый). За километр до устья на реке плотина и запруда. Впадает в Керженец ниже деревни Пенякша.

## Данные водного реестра
По данным государственного водного реестра России относится к Верхневолжскому бассейновому округу, водохозяйственный участок реки — Волга от устья реки Ока до Чебоксарского гидроузла (Чебоксарское водохранилище), без рек Сура и Ветлуга, речной подбассейн реки — Волга от впадения Оки до Куйбышевского водохранилища (без бассейна Суры). Речной бассейн реки — (Верхняя) Волга до Куйбышевского водохранилища (без бассейна Оки).
По данным геоинформационной системы водохозяйственного районирования территории РФ, подготовленной Федеральным агентством водных ресурсов:
- Код водного объекта в государственном водном реестре — 08010400312110000034875
- Код по гидрологической изученности (ГИ) — 110003487
- Код бассейна — 08.01.04.003
- Номер тома по ГИ — 10
- Выпуск по ГИ — 0